# Сент-Джонс (округ)

29°56′16″ пн. ш. 81°27′5″ зх. д. / 29.93778° пн. ш. 81.45139° зх. д.
Сент-Джонс — округ на північному сході штату Флорида. Площа 1577 км².

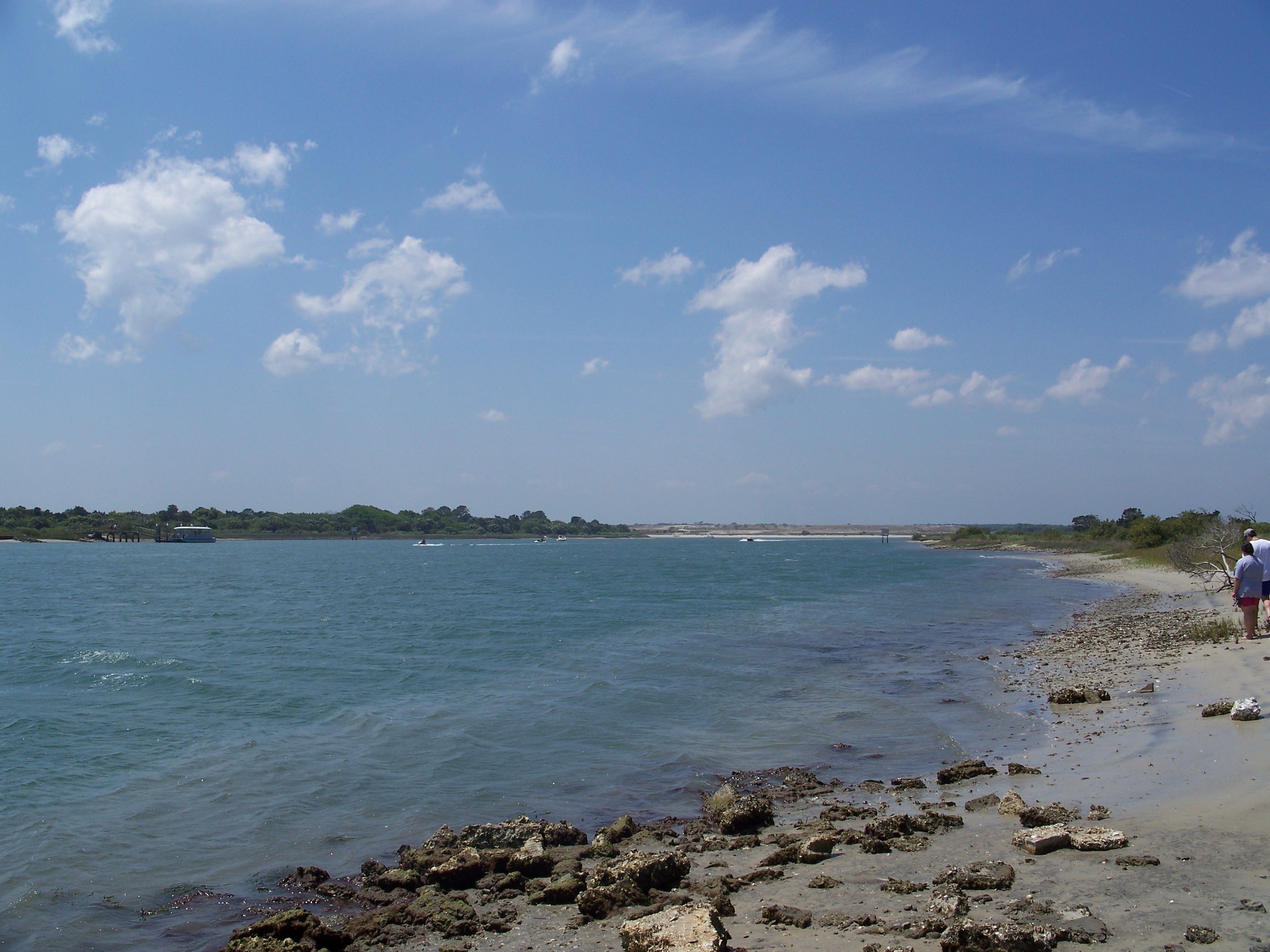
Річка Матанзас

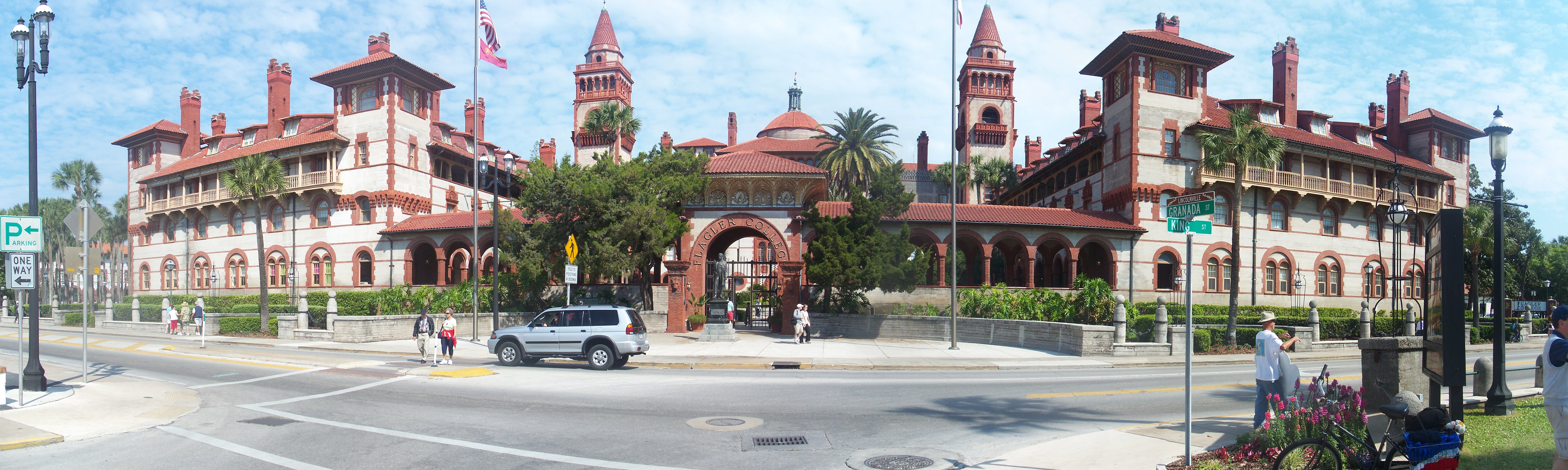
Колишній Понс діЛєон готель у Сент-Огустін, тепер частина Флаглер коледжу

Населення 187,436 тис. осіб (2009 рік).
Центр округу — місто Сент-Огастін.
Округ створений 1821 року, як один з двох початкових округів Флориди з часів її приєднання до США.
Округ названий на честь Івана Хрестителя.
В окрузі розташоване місто Сент-Ауґустін. Округ входить до агломерації Джексонвіллю.